# Bleikvasslia
Bleikvasslia est une localité du comté de Nordland, en Norvège.

## Géographie
Administrativement, Bleikvasslia fait partie de la kommune de Hemnes.